# 미샤 오어

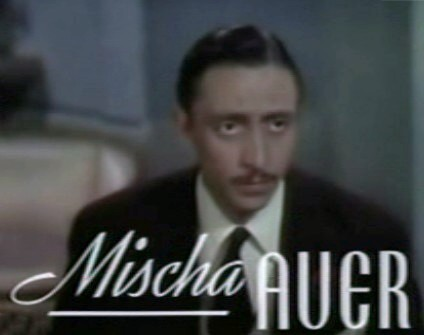

미샤 오어(Mischa Auer, 1905년 11월 17일 ~ 1967년 3월 5일)는 미국의 영화배우, 연극 배우이다.
상트페테르부르크에서 태어났으며 로마에서 사망하였다. 사인은 심근 경색이다.

## 영화
- 크리스마스 댓 올모스트 워즌트 (1966년)
- 라 폴카 데 므노테 (1957년)
- 미스터 아카딘 (1955년)
- 에스칼리에 드 세르비스 (1954년)
- 스튜디오 원 (1948년)
- 센티멘털 저니 (1946년)
- 로얄 스캔달 (1945년)
- 그리고 아무도 없었다 (1945년)
- 어라운드 더 월드 (1943년)
- 홀드 댓 고스트 (1941년)
- 뉴올리언스의 불빛 (1941년)
- 스프링 퍼레이드 (1940년)
- 이스트 사이드 오브 헤븐 (1939년)
- 사진 (1939년)
- 스윗하츠 (1938년)
- 파리의 분노 (1938년)
- 우리 집의 낙원 (1938년) - 보리스 코렌호브 역
- 오케스트라의 소녀 (1937년)
- 더 게이 데스페라도 (1936년)
- 콜리지 홀리데이 (1936년)
- 쓰리 스마트 걸스 (1936년)
- 마이 맨 갓프리 (1936년)
- 십자군 (1935년)
- 아이 드림 투 머치 (1935년)
- 안나 카레니나 (1935년)
- 스튜던트 투어 (1934년)
- 물랑 루즈 (1934년)
- 비바 빌라! (1934년)
- 무적 타잔 (1933년)
- 래스퓨틴 앤 더 엠프리스 (1932년)
- 라스트 모히칸 (1932년)
- 파라마운트 온 퍼레이드 (1930년)
- 상상해 보라 (1930년)